# Death Valley National Park
Death Valley National Park er en overvejende ufrugtbar nationalpark som ligger i det tørre Great Basin, øst for bjergkæden Sierra Nevada i USA. Parken har et areal på 13.518 km². Parken har to store dale, Death Valley og Panamint Valley og omfatter flere store bjergkæder. 
Death Valley er det varmeste og tørreste sted i hele Nordamerika. Den 10. juli 1913 blev en rekord på 56,7 °C målt på Weather Bureaus observationsstation på Greenland Ranch. Juli er den varmeste måned i parken, med en gennemsnitlig varme på omkring 46 °C.
Dalen er hjemsted for Badwater Basin, det laveste punkt på den vestlige halvkugle. 

## Natur
Der er kløfter, farverige ufrugtbare områder, sandklitter og bjerge. Mange dyrearter og over 1.000 plantearter har tilpasset sig dette barske ørkenmiljø. Omtrent 95% af parken er udpeget som vildmark. Death Valley Nationalpark bliver besøgt af mere end 770.000 turister hvert år. De fleste kommer for at opleve parkens mangfoldige geologiske seværdigheder, dyrelivet i ørkenen, alle de historiske steder, naturen, og den klare nattehimmel i området. De ældste bjergarter er 1,7 milliarder år gamle.  
Begge de to store dalstrøg som dominerer nationalparken,  Death Valley og Panamint Valleydalene, er dannet i løbet af de seneste par millioner år, og begge bliver afgrænset af de store bjergkæder som strækker sig fra nord til den sydlige del af parken.

## Historie
Minedrift var den primære aktivitet i området før parken blev underlagt myndighedernes beskyttelse. De første dokumenterede ikke-indianere som besøgte Death Valley kom i vinteren 1849; de troede de ville spare tid ved at skyde genvej til de store guldfelter i Californien. De sad fast i flere uger og gav de dalen sit nuværende navn, selv om kun en enkelt af gruppen døde. Flere korlevende  byer opstod i området i slutningen af det 19. og tidlig i det 20. århundrede omkring  guldfelterne, som fandtes der. Den eneste langsigtede lønsomme malm i området viste sig derimod at være boraks, et mineral som blev brugt til at producere sæbe.
Daværende præsident Herbert Hoover erklærede Death Valleyområdet for et nationalt monument den 11. februar 1933, og han afsatte  næsten to millioner acres (8.000 km²) i det sydøstlige Californien og små dele af det sydvestlige Nevada til oprettelsen af Death Valley Nationalpark.
Oprettelse medførte en midlertidig lukning af diverse landområder, som egentlig var tiltænkt minedrift. Imidlertid blev Death Valley hurtigt genåbnet for minedrift igen af den amerikanske kongres i juni samme år. Alle de åbne gruber i det arrede landskab og de internationale mineselskaber, som opkøbte miner i markante dele af nationalmonumentet, førte snart til ramaskrig i offentligheden, som førte til en større beskyttelse af nationalparkerne i USA.
- Kort over nationalparken
- Sandklitter i Death Valley nationalpark
- Harmony Borax Works var i drift fra  1883 til 1889. Minen er i det amerikanske  National Register of Historic Places
- Udsigten over Badwater Basin